# Caifa
Caiàfa (in ebraico יוסף בַּר קַיָּפָא‎?, Yosef Bar Kayafa) meglio noto come Caifa (in greco antico: Καϊάφας?; in aramaico ק׳פא‎, Kayafa) (fl. I secolo) è stato un sacerdote ebreo antico, sommo sacerdote e capo del sinedrio dall'anno 18 al 36, appartenente alla corrente dei Sadducei.

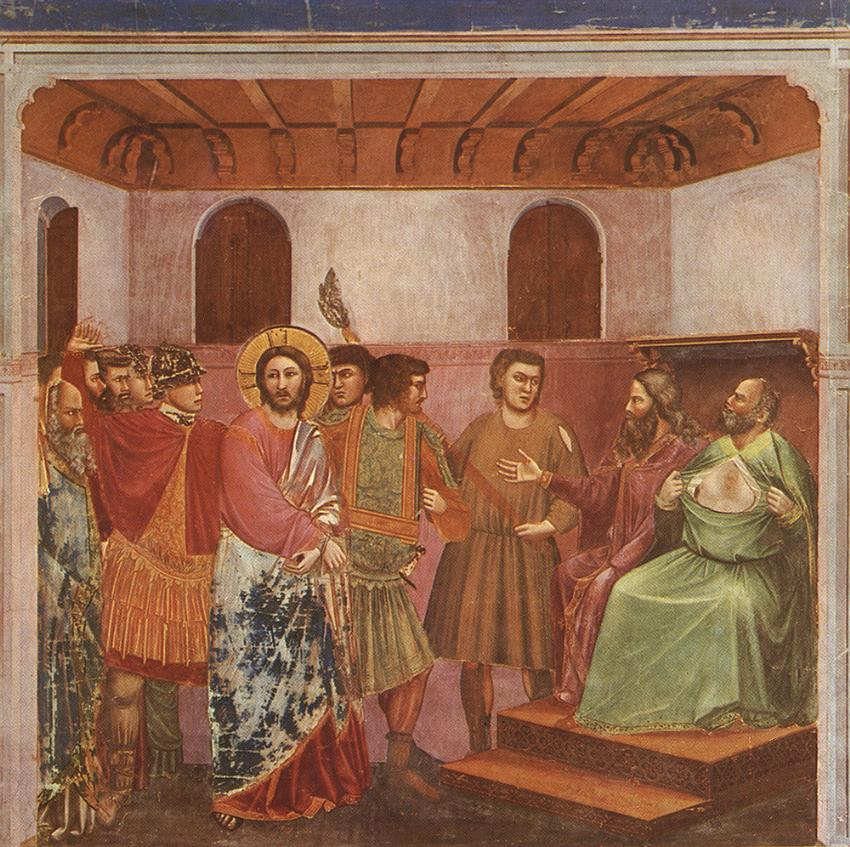
Affresco di Giotto raffigurante Cristo davanti a Caifa

Ricoprì tale carica ai tempi di Gesù che, secondo il Vangelo di Luca e il Vangelo di Giovanni, fece arrestare e del quale chiese la crocifissione.

## Significato del nome
Caifa non era un nome ebraico corrente all'epoca, ma, come riporta il Vangelo di Luca, era nuovo alla tradizione anche il nome di un contemporaneo e figlio di sacerdote, Giovanni Battista.
L'etimologia è incerta. La somiglianza del nome "Caifa" con "Cefa" ("Pietra"), il soprannome che Gesù diede a Pietro, lascia ipotizzare una origine etimologica comune dei due termini.
Il sommo sacerdote era la massima autorità spirituale vivente per gli ebrei, istituita direttamente da Dio nel Levitico e in carica a vita, la cui parola era assimilata a verità che altra autorità non poteva contraddire, similmente a quanto affermato dalla Chiesa cattolica romana riguardo al pontefice.
Kai'apha in aramaico significa 'indovino'.

## La carica di sommo sacerdote
Secondo il Levitico (VIII), il Signore aveva istituito un unico sommo sacerdote che doveva restare in carica a vita. In seguito, i giudei riadattarono la legge (come fecero per il divorzio inizialmente vietato), permettendo che vi fossero più di un sommo sacerdote che restassero tali a vita, anche se a coprire la carica era sempre un singolo sommo sacerdote: queste persone avevano il titolo ed esercitavano a turno tale dignità, uno ogni anno. Il Vangelo di Giovanni riporta in proposito <<ma uno di loro di nome Caifa, che era sommo sacerdote in quell'anno>>.
Giuseppe Flavio (Antichità Giudaiche, libro XX, cap. 10) narra che l'imperatore romano nominava il sommo sacerdote del Tempio di Gerusalemme, e questi durava in carica al massimo per un anno; e che talora i sommi sacerdoti compravano questa carica col denaro, senza attribuire questo fatto a Caifa.
Il peccato pur grave di simonia, secondo la teologia cattolica, non farebbe comunque venire meno l'autorità e la dignità spirituale derivanti dalla carica di sommo sacerdote, a prescindere dalla mente e volontà del singolo.
Il sommo sacerdozio si trasmetteva di padre in figlio, o in assenza di figli, al fratello maggiore. Il primo regnante a nominare il sommo sacerdote fu la moglie di Alessandro Ianneo, Salomè Alessandra, che incaricò il figlio Giovanni Ircano II come sommo sacerdote (Libro XIII, 407-408) detenendo il ruolo di regina per nove anni, affidando ai Farisei il pieno dominio sulla regione. Dopo la morte della madre Salomè, Giovanni  Ircano II le succedette, riunendo in sé le cariche di re e sommo sacerdote, ma dopo tre mesi il fratello Aristobulo II gli si ribellò. Dopo la deposizione di Aristobulo da parte dei romani, Giovanni Ircano riprese la carica di Sommo Sacerdote e divenne anche etnarca della Giudea nel 47 a.C.
Nei racconti di Flavio, il sommo sacerdote è a volte anche capo della nazione giudaica, altrove è imparentato con il governatore romano della regione.

## Nei Vangeli
Nei Vangeli, Caifa viene nominato all'inizio della vita pubblica di Gesù e soprattutto durante la passione di Gesù.
Durante la passione di Gesù i Vangeli raccontano che Egli fu arrestato per iniziativa dei sommi sacerdoti e del Sinedrio, i quali pagarono Giuda perché lo tradisse. Dopo l'arresto, Gesù fu condotto prima da Anna e poi da Caifa. Non potendo il sommo sacerdote ed il Sinedrio comminare la pena di morte, essi chiesero quindi al governatore romano Ponzio Pilato di condannare a morte il prigioniero.

### Identificazione
Il nome di Caifa viene fatto in tutte le fonti bibliche ad eccezione del Vangelo di Marco:
- Vangelo di Matteo: Mt 26,3.57;
- Vangelo di Giovanni: Gv 11,49; 18,13.14.24.28;
- Vangelo di Luca: Lc 3,2
- Atti degli Apostoli: At 4,6.

Il nome di Caifa non compare mai nel Vangelo di Marco, che si riferisce semplicemente al sommo sacerdote (Mc 14, 53.54.60.61.63). Ciò ha fatto ipotizzare al biblista Rudolf Pesch che il sommo sacerdote fosse ancora in carica all'epoca della stesura del racconto, che sarebbe quindi stato scritto prima del 37 d.C., in data precedente al periodo in cui sono collocati gli altri testi del Vangelo di Marco.
Nelle Antichità Giudaiche, scritte in greco ellenistico da Giuseppe Flavio, viene fatta menzione di "Giuseppe detto Caifa", mentre nei Vangeli e negli Atti degli Apostoli si fa riferimento direttamente al nome Caifa, senza fare menzione del nome "Giuseppe" nelle due formule "Giuseppe detto Caifa", ovvero "Giuseppe bar Caifa" (Flavio riporta i nomi col patronimico ebraico "bar" o "ben").
Diversamente da quanto accade per il sacerdote Zaccaria, padre di Giovanni Battista, di cui il Vangelo di Luca riporta la classe sacerdotale (ottava, di Abìà), i 4 Vangeli non riportano la classe e la famiglia sacerdotale di appartenenza di Caifa.

### Datazione
Nel Vangelo secondo Luca, iniziando a presentare la vita pubblica di Gesù e cercando di inquadrare storicamente gli avvenimenti, si dice: 
Dato che Tiberio governò dal 14 al 37 d.C., il Vangelo di Luca sostiene che Caifa era in carica come sommo sacerdote nell'anno decimoquinto di regno, tra il 26 e il 29 d.C.
In modo coerente, Giuseppe Flavio (e la prima e più antica copia delle Antichità Giudaiche pervenutaci tramite Eusebio) colloca Caifa come sommo sacerdote in carica per la prima volta nel 18 d.C., e destituito nel 37 d.C.

## Elenco dei sommi sacerdoti

### Vangelo di Luca
Nel Vangelo di Luca, sono dunque menzionati i sommi sacerdoti Anna e Caifa, come se avessero detenuto contemporaneamente questa carica, mentre in effetti Caifa era succeduto al suocero Anna nella carica di sommo sacerdote.
Tuttavia, secondo Giuseppe Flavio restava con ogni probabilità notevole l'influenza di Anania al suo tempo, come se di fatto a decidere fossero due sommi sacerdoti (Anna e Caifa).
Da parecchi anni, un sommo sacerdote non era lasciato in carica per periodo così lungo, pari a 10 anni, oltre ad avere dato a Israele (caso unico nella storia) 5 sommi sacerdoti provenienti dalla stessa famiglia sacerdotale.
(Antichità Giudaiche, Libro XX, 197-198)

### Atti degli Apostoli
Ancora all'inizio degli Atti degli Apostoli, Caifa viene ricordato come sommo sacerdote insieme ad Anna e ad altri due personaggi di nome Giovanni ed Alessandro: 

### Giuseppe Flavio
Di seguito, tutte le citazioni riguardanti Caifa, nelle Antichità Giudaiche di Giuseppe Flavio:
(Antichità Giudaiche, Libro XVIII:26 - II, I)
(Antichità Giudaiche, Libro XVIII, 33-35)
Quindi risulta:
- sequenza di sommi sacerdoti: Joazar, Anano (Anania, Anna), Ismaele, Eleazaro, Simone, Caifa;
- Eleazaro, figlio di Anna;
- Caifa, genero di Anna, come nei Vangeli.
- date: 
  - Anna, dal 6 al 15 d.C.
  - Caifa, dal 18 al 36 d.C.

Caifa nel racconto non è un nome proprio di persona, ma il soprannome di tale Giuseppe (Giuseppe detto Caifa), citato senza il consueto patronimico ebraico bar ("figlio di") che è parte integrante dei nomi giudei (anche nelle genealogie dell'Antico Testamento).

### Storia ecclesiasticadi Eusebio
La Storia ecclesiastica di Eusebio di Cesarea commenta:
(Eusebio, HEc. I 10, 4/6)
Da qui, Eusebio, sovrapponibile agli altri manoscritti pervenuti di Giuseppe Flavio, colloca in circa 4 anni la durata della predicazione di Gesù.

## Apocrifi
Negli apocrifi si aggiungono altri particolari sulla storia di Caifa nella Dichiarazione di Giuseppe di Arimatea Giuda Iscariota è suo nipote e si parla di una figlia di Caifa chiamata Sara.

## Ossario di Caifa
In una piccola tomba di famiglia a sud di Gerusalemme, presso Peace Forest, sono stati rinvenuti nel 1990 vari ossari, di cui il più elaborato riporta l'iscrizione
Yehoseph bar Qyph, "Giuseppe figlio di Caifa". All'interno erano conservate anche le ossa di Caifa.
Si tratta del primo ritrovamento archeologico riguardante il nome "Caifa", che sarebbe stato effettivamente un soprannome, come riportato da Flavio Giuseppe in Antichità Giudaiche 23,35-39.

## Influenza culturale
Dante Alighieri, nell'Inferno, mette Caifa nella bolgia degli ipocriti; la sua punizione consiste nell'essere crocifisso e confitto nel terreno, calpestato dalle altre anime che indossano pesanti cappe di piombo (XXIII, 110-126).